# Numazu
Numazu (沼津) je grad u Japanu u prefekturi Shizuoka. Prema popisu stanovništva iz 2005. u gradu je živjelo 208.001 stanovnika.

## Stanovništvo
Prema podacima s popisa, u gradu je 2005. godiine živjelo 208.001 stanovnika.
| 1995.   | 2000.   | 2005.   |
| ------- | ------- | ------- |
| 216.470 | 211.559 | 208.001 |